# Anaukpetlun
Anaukpetlun (en birmano: အနောက်ဖက်လွန် [ʔənaʊʔ pʰɛʔ lʊ̀ɴ]; 21 de enero de 1578 – 9 de julio de 1628) fue el sexto rey Taungoo de Birmania. Es considerado el gran responsable de la restauración del reino después de su colapso de finales del siglo XVI. En sus 22 años de reinado (1606-1628), Anaukpetlun completó la reunificación empezada por su padre, Nyaungyan.  Heredó de su padre un reino que comprendía principalmente Birmania Superior y los Estados Shan, Anaukpetlun y reconquistó Lan Na en el este, Baja Birmania de facciones rivales y portugueses en el sur y  los montes Tenasserim de Ayutthaya en el sureste. Su reino es por ello llamado a veces dinastía Toungoo Resutaurada o Nyaungyan.

## Familiar
Oficialmente llamado Maha Dhamma Yaza, Anaukpetlun era uno de los nietos nieto de Bayinnaung. Sus padres eran hijos de Bayinnaung y mediohermanos. En noviembre de 1605, Nyaungyan murió después de una campaña militar contra Hsenwi. Anaukpetlun entonces heredó el Reino de Ava que incluía todo del norte de Bagan a lo largo del río Irrawaddy y los Estados Shan.
Anaukpetlun continuó las campañas de su padre para unificar el reino birmano. En 1608, tomó Prome (actual Pyay), instalando a su hermano Thalun como el rey vasallo.
En 1610 tomó Taungoo de Natshinnaung y forzó a su rey a jurarle lealtad. Aun así, Filipe de Brito e Nicote, gobernante portugués de Syriam (actual Thanlyin) lanzó una expedición contra Taungoo y capturó a Natshinnaung.: 189–190 
Anaukpetlun entences movilizó a sus fuerzas contra Syriam y rescató al rey de Toungoo, pese a sufrir invasiones rakhine que aprovecharon la ocasión. Fue capaz de contrarrestar la flota rakhine y tomó el puerto de Syriam en 1613, aunque Nat Shin Naung ya había muerto. Anaukpetlun hizo cautivos a los portugueses en Ava y Bago, donde fueron llamados Bayingyi y supusieron un contingente de artillería para el ejército birmano.
En 1617, Anaukpetlun trasladó la capital a Bago, coronándose como rey de Bago ese mismo año.
En 1613–1614, Anaukpetlun atacó Dawei, Tenasserim y Chiang Mai pero fue rechazado. En 1618 Siam y Birmania alcanzaron un acuerdo fronterizo que dejó en manos birmanas Mottama y en manos siamesas Chiang Mai.: 197–199 
En 1624, Anaukpetlun enviaó a  su hermano Thalun a reprimir la rebelión de Chiang Saen y Nan.
Anaukpetlun fue asesinado en 1628 por su hijo Minyedeippa, temeroso de represalias por una relación con una concubina de su padre. Minyedeippa ocupó brevemente el trono antes de ser eliminado por Thalun en 1629.: 217 